# 码位
在字符编码术语中，码位或称编码位置，即英文的code point或code position，是组成码空间（或代码页）的数值。 例如，ASCII码包含128个码位，范围是016进制到7F16进制，扩展ASCII码包含256个码位，范围是016进制到FF16进制，而Unicode包含1,114,112个码位，范围是016进制到10FFFF16进制。Unicode码空间划分为17个Unicode字符平面（基本多文种平面，16个辅助平面），每个平面有65,536（= 216）个码位。因此Unicode码空间总计是17 × 65,536 = 1,114,112.

## 定义
码位的抽象意涵, 不同于下列概念:
- 作为具体编码的比特流。例如，UTF-16编码的比特流，既可以是大尾序，也可以是小尾序。
- 具有特定字形的字符. 因为字符集中的字符（码位）的具体外观随字型（font）——字体显示样式——的不同而变化。
- 特定码空间的编码方式。例如，一个Unicode码空间的码位，可以用UTF-8编码；也可以用UTF-16编码。
- 用不同字形显示一个字符，即字位.